# 大原野インターチェンジ
大原野インターチェンジ（おおはらのインターチェンジ）は、京都府京都市西京区大原野北春日町にある、京都縦貫自動車道のインターチェンジである。大山崎JCT方面のみのハーフインターチェンジである。

## 歴史
- 1989年度（平成元年度） : 京都縦貫自動車道の京都第二外環状道路が事業化[1]。
- 2012年（平成24年）4月26日 : 京都第二外環状道路の建設時の仮称だった春日ICから[1]、大原野ICに名称が決定[2]。
- 2013年（平成25年）4月21日 : 京都第二外環状道路の、沓掛IC - 大山崎JCT間が開通[3]。

## 周辺
- 大原野神社
- 勝持寺
- 京都府立洛西高等学校
- 京都大枝西新林郵便局

## 接続する道路
- 京都府道10号大山崎大枝線
- 京都府道141号小塩山大原野線

## 料金所
- ブース数 : 4

### 入口
- ブース数 : 2

2ブースともETC専用および一般またはETC・一般の可変式ブース

### 出口
- ブース数 : 2

2ブースともETC専用および一般またはETC・一般の可変式ブース（うち1つは精算機あり）

## 隣
E9 京都縦貫自動車道（京都第二外環状道路）
(15)沓掛IC - (16)大原野IC - (17)長岡京IC